# Rahmania
Rahmania là một đô thị thuộc tỉnh Alger, Algérie. Dân số thời điểm năm 2002 là 5.759 người.